# Kevin Overland
Pour les articles homonymes, voir Overland.
Kevin Overland, né le 8 juin 1974 à Kitchener en Ontario, est un patineur de vitesse canadien.
Il a remporté la médaille de bronze olympique lors des Jeux olympiques d'hiver de 1998 à Nagano au Japon dans l'épreuve du 500 m.
Il est le frère d'Amanda Overland, qui est patineuse de vitesse sur piste courte.

## Palmarès

### Jeux olympiques
- Médaillé de bronze sur 500 m aux Jeux olympiques d'hiver de 1998 à Nagano ( Japon)